# Gucheng (socken i Kina, Henan, lat 32,69, long 112,96)
Gucheng (kinesiska: 古城, 古城乡) är en socken i Kina. Den ligger i provinsen Henan, i den centrala delen av landet, omkring 240 kilometer söder om provinshuvudstaden Zhengzhou.
Genomsnittlig årsnederbörd är 1 010 millimeter. Den regnigaste månaden är augusti, med i genomsnitt 197 mm nederbörd, och den torraste är januari, med 12 mm nederbörd.